# Michael Mayr

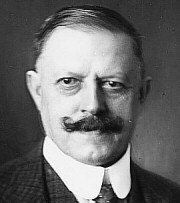
Michael Mayr

Michael Mayr (* 10. April 1864 in Adlwang in Oberösterreich; † 21. Mai 1922 in Waldneukirchen in Oberösterreich) war ein österreichischer Historiker und Politiker der Christlichsozialen Partei. Von 7. Juli 1920 an war Mayr Staatskanzler, mit Inkrafttreten des Bundes-Verfassungsgesetzes am 10. November 1920  erster Bundeskanzler Österreichs und amtierte bis 1. Juni 1921.

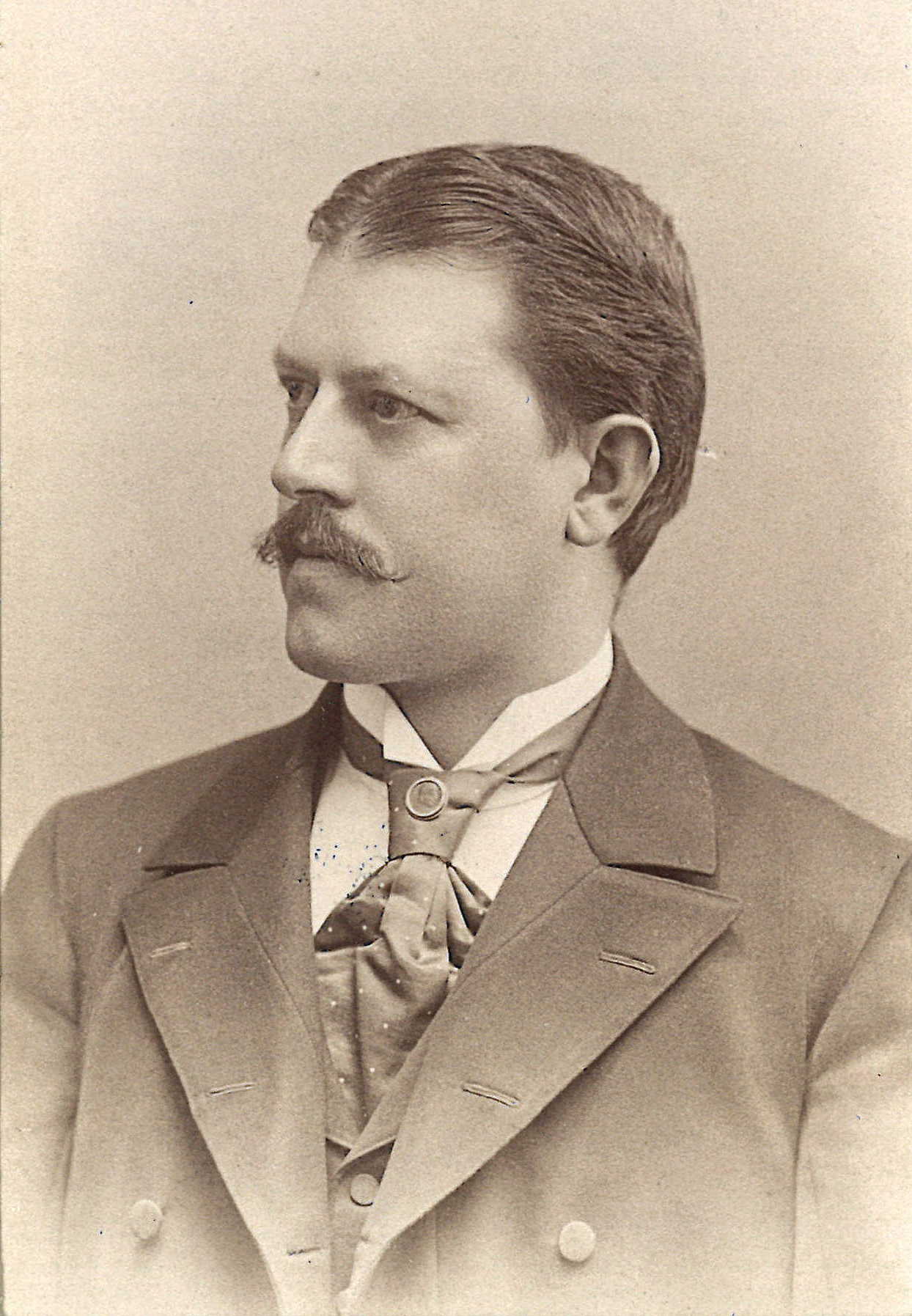
Michael Mayr in einem Fakultätsalbum der Universität Innsbruck um 1902

## Leben
Michael Mayr studierte Geschichte und Geographie an der Universität Wien und wurde 1890 promoviert. Von 1897 bis 1920 war Mayr als Nachfolger von David von Schönherr Leiter des Tiroler Landesarchives. 1900 wurde er Professor für Neue Geschichte an der Universität Innsbruck.
Mayrs politische Karriere begann bereits in der Zeit der Monarchie; von 1907 bis 1911 war er Abgeordneter zum Reichsrat, von 1908 bis 1914 Abgeordneter im Tiroler Landtag.
1916 forderte Mayr ein weit ins italienische Land vergrößertes Südtirol und plädierte für die künstliche Eindeutschung der italienischen Namen in Welschtirol.
1918/19 war Mayr Gesandter Tirols in der Schweiz, wo er mit Abgesandten der Ententemächte über eine eigene Republik oder einen Freistaat Tirol verhandelte. Als Tiroler Abgeordneter in der Provisorischen Nationalversammlung verlangte er mit den anderen Tirolern das Recht des Landes auf Loslösung von Österreich.
Karl Renner machte ihn in seiner dritten Regierung vom 17. Oktober 1919 bis zum 7. Juli 1920 zum Staatssekretär für die Arbeiten an der gesamtösterreichischen Verfassung.
1919/20 war Mayr gewähltes Mitglied der Konstituierenden Nationalversammlung und verhandelte als Vertreter der Christlichsozialen mit den Sozialdemokraten über das dann am 1. Oktober 1920 beschlossene und am 10. November 1920 in Kraft getretene Bundes-Verfassungsgesetz. Wie in der (noch im gleichen Jahr auf Entscheidung der Sozialdemokraten nach der ersten Nationalratswahl zu Ende gegangenen) Koalition vereinbart, übernahm er am 7. Juli 1920 mit der Staatsregierung Mayr I, einem Übergangs-Proporzkabinett, das Amt des Staatskanzlers von Karl Renner (SDAPÖ), der Staatssekretär für Äußeres (Außenminister) wurde; ab 10. November 1920 war die Funktionsbezeichnung Bundeskanzler gültig. Als solcher war Mayr seit 22. Oktober, als die Sozialdemokraten aus dem Kabinett austraten, auch Außenminister. Der am 10. November 1920 erstmals zusammengetretene Nationalrat wählte am 20. November die Bundesregierung Mayr II, ein christlichsoziales Minderheitskabinett, das von Verbündeten im „dritten Lager“ gestützt wurde.
Wegen einer in der Steiermark beabsichtigten Abstimmung über den Anschluss an Deutschland  – die Regierung hatte sich im Vertrag von Saint-Germain 1919 verpflichtet, Österreich unabhängig zu erhalten – trat Mayr am 1. Juni 1921 als Bundeskanzler zurück; führte die Geschäfte aber noch bis 21. Juni 1921 weiter, als die Bundesregierung Schober I angelobt wurde. Mayr starb schon relativ früh 1922 in der Nähe seines oberösterreichischen Geburtsortes. Er wurde am 27. Mai 1922 auf dem Innsbrucker Westfriedhof beigesetzt.
Er war Ehrenmitglied der katholischen Studentenverbindungen AV Austria Innsbruck, AV Vindelicia Innsbruck, KÖHV Leopoldina Innsbruck, KÖStV Rudolfina Wien, KÖStV Kürnberg Wien und AV Raeto-Bavaria Innsbruck, damals im CV, heute im ÖCV.

## Publikationen
- Wolfgang Lazius als Geschichtsschreiber Österreichs: ein Beitrag zur Historiographie des 16. Jahrhunderts. Mit Nachträgen zur Biographie. E-Book der Universitätsbibliothek Wien (eBooks on Demand) der Ausgabe von 1894 (Innsbruck, Wagner’sche Universitätsbuchhandlung).
- Veste Hohenwerfen. Ein geschichtlicher Führer. Mit Fotografien u. Zeichn. v. A. Weber. Wagner’sche Buchhandlung, Innsbruck 1903.
- Der italienische Irredentismus: Sein Entstehen und seine Entwicklung vornehmlich in Tirol. Tyrolia, Innsbruck 1917.